# Аргалис, Андрис
А́ндрис А́ргалис (род. 18 августа 1944 года) — латвийский политик, мэр города Риги в 2000—2001 годах.

## Биография
В 1969 году окончил факультет технологии пищевой промышленности Латвийской сельскохозяйственной академии по специальности инженер-технолог.
В 1997 году избран депутатом Рижской думы от ТБ/ДННЛ. 10 мая 2001 года был избран мэром Риги, так как предыдущий председатель думы Андрис Берзиньш стал премьер-министром страны. В 2001 году повторно избран в думу от ТБ/ДННЛ, однако потерял должность председателя, уступив Гундарсу Боярсу. В 2002 году избран в 8-й Сейм уже от Народной партии, оставил должность депутата думы, был товарищем председателя Сейма Ингриды Удре. В 2005 году ушёл из Сейма и вновь был избран в Рижскую думу, стал заместителем её председателя и председателем правления Рижского свободного Порта. В 2009 году был выдвинут в Рижскую думу от списка Народной партии, однако не был избран.
Безуспешно выставлял свою кандидатуру на выборы в 10-й Сейм от списка объединения «За лучшую Латвию».
В 2000 году награждён офицерским крестом ордена Трёх звёзд.